# كريستوفر إدواردز (كاتب)
كريستوفر إدواردز (بالإنجليزية: Christopher Edwards)‏ هو كاتب أمريكي، ولد في 1954.